# Dobrkovice
Dobrkovice (in tedesco Dobrkowitz) è un comune della Repubblica Ceca facente parte del distretto di Zlín, nella regione di Zlín.